# Petr Moravec (manažer)
Petr Moravec (* 18. března 1964) je český manažer, bývalý generální ředitel Veolia Transport Česká republika. Krátce působil také jako náměstek pro osobní dopravu ve státní akciové společnosti České dráhy.
Před vstupem do veřejné dopravy se věnoval energetice, byl např. finančním ředitelem v české pobočce americké firmy Cinergy Global Reources (nyní Duke Energy), jednatelem společnosti Czechpol a senior managerem v konzultační firmě Andersen Consulting (nyní Accenture).[zdroj?]
V roce 2010 se stal předsedou představenstva Abellio CZ, dceřiné společnosti nizozemských drah Nederlandse Spoorwegen. Byl také provozním ředitelem firmy Sodexo a do roku 2022 finančním ředitelem státního podniku CENDIS,[zdroj?] který je autorem a provozovatelem Systému jednotného tarifu a systému Elektronické dálniční známky.
Od ledna 2022 zastává funkci výkonného ředitele Svazu osobních železničních dopravců. Svaz používá zkrácený název SVOD Bohemia. Do širšího povědomí se SVOD Bohemia stal hájením zájmů svých řádných členů, kterými jsou České dráhy, RegioJet, ARRIVA vlaky, Leo Express, Die Länderbahn a AŽD Praha.